# Sény Tonamou
Pour les articles homonymes, voir Tonamou.
Sény Tonamou est une sociologue et femme politique guinéenne.
Présidente nationale des femmes du parti Bloc Libéral depuis 2016, elle est nommée le 22 janvier 2022 conseillère au sein du Conseil national de la transition (CNT) de Guinée en tant que personne ressource,.